# Renate Brümmer
Renate Luise Brümmer (sinh ngày 4 tháng 5 năm 1955) là một nhà khí tượng học và cựu phi hành gia người Đức gốc Thụy Sĩ. Chuyên về vệ tinh khí tượng, bà được chọn làm phi hành gia năm 1987 rồi nghỉ hưu năm 1993, dù chưa bao giờ bay vào vũ trụ.